# DDT (wrestling)

Animazione della DDT

La DDT è una mossa di wrestling che viene eseguita bloccando con le braccia la testa dell'avversario prima di cadere all'indietro in modo che l'avversario sia costretto a sbattere la fronte verso terra.

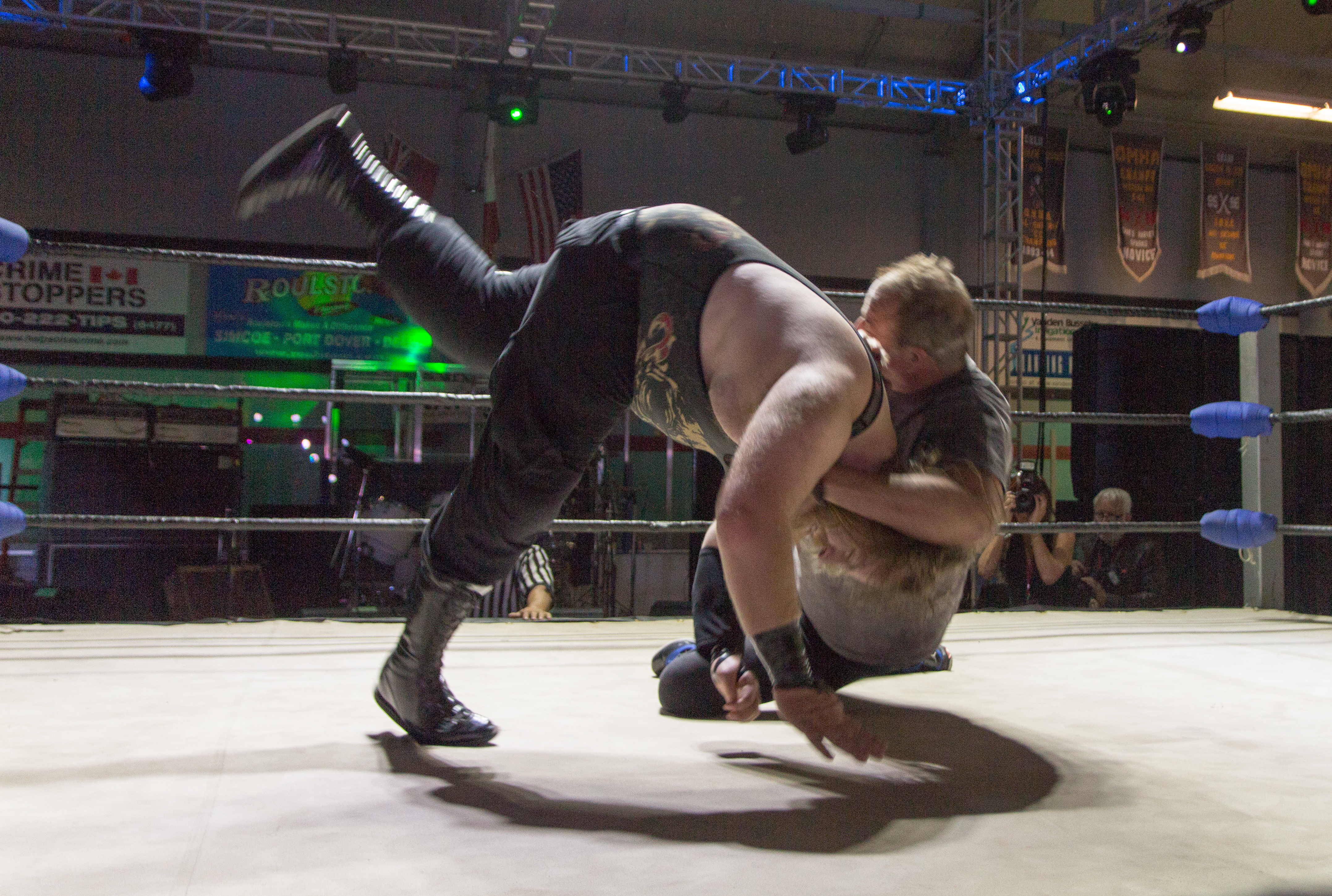
Jake Roberts esegue la DDT

Fu inventata da Jake "The Snake" Roberts. Non vi è certezza circa il significato dell'acronimo: c'è chi, ascoltando i commenti sportivi, la definisce "Double Drop Take", secondo alcuni potrebbe significare "Drop Dead Twice", per altri "Damien Dinner Time" (Damien era il nome del pitone che Jake portava sempre con sé sul ring e che liberava sull'avversario alla fine del match). Lo stesso Roberts, nel corso di un'intervista work, alla domanda su quale fosse il significato di "DDT" ha semplicemente risposto "The End" ("La fine" in inglese). In seguito nel corso di diverse interviste shoot (ovvero esterne alle storyline o prive dei filtri che solitamente hanno per permettere alle storie di andare avanti) ha dichiarato che nel decidere il nome della mossa ha pensato all'insetticida noto per la sua dannosità.
Con il passare del tempo, la DDT è entrata a far parte del parco mosse di diversi lottatori.

## Varianti della DDT

### Cradle DDT

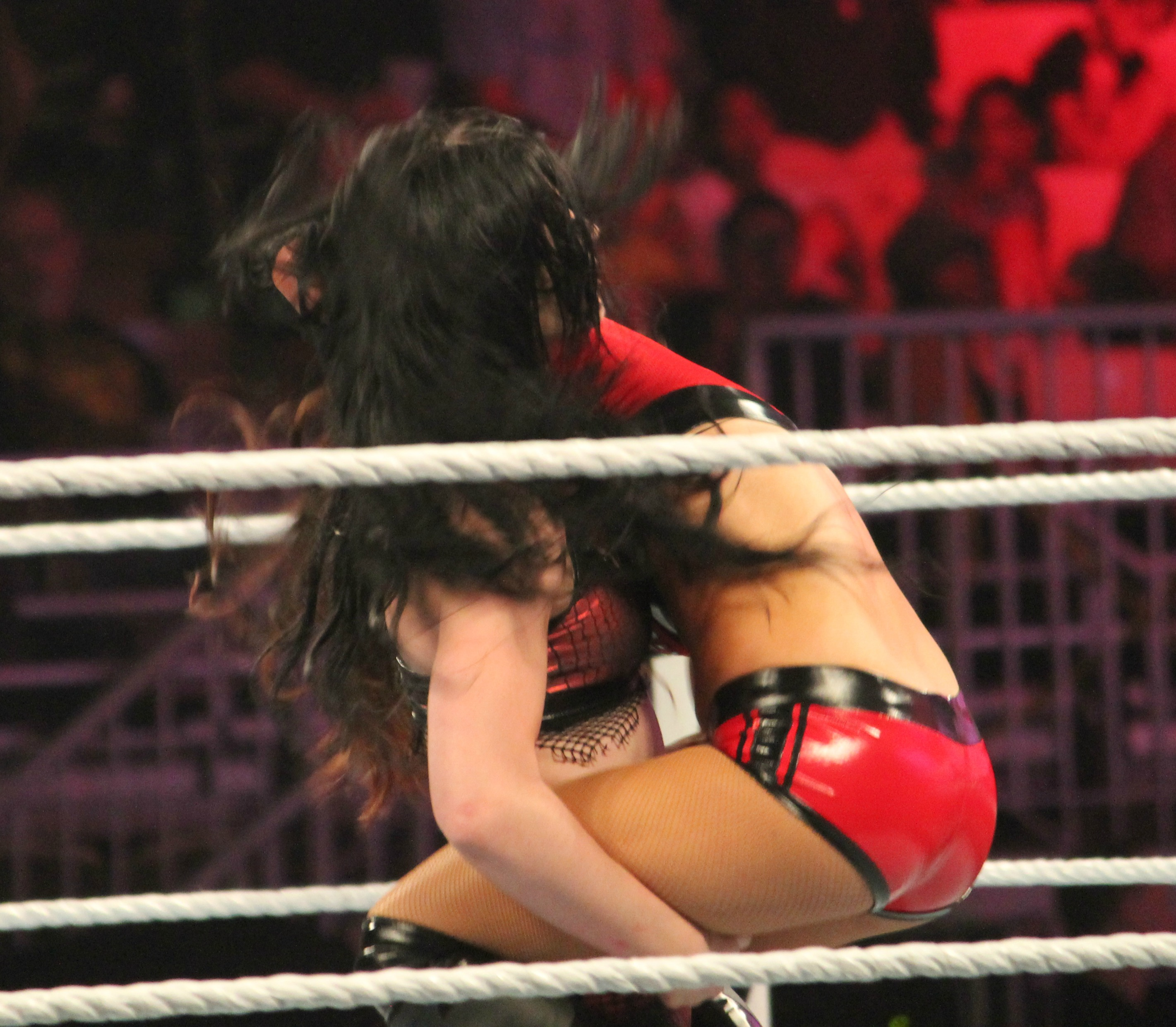

Il lottatore applica una presa frontale all'avversario, quindi solleva l'avversario in una posizione di bodyscissors con trappola per le gambe elevata e infine cade all'indietro, spingendo l'avversario a testa in giù sul tappeto. La wrestler della WWE Paige usa questa variazione come mossa finale chiamata Ram-Paige. Una variante, nota come Hammerlock Cradle DDT, prevede che il lottatore attaccante sollevi l'avversario in un abbraccio da orso, applichi un Hammerlock, poi un Front Facelock, quindi infine spinga la testa dell'avversario contro il tappeto. Il wrestler britannico Joseph Conners usa questa variazione, nota come Righteous Kill, e Nia Jax ha utilizzato una versione della mossa dal suo ritorno dall'infortunio.

### Armbar DDT
Chiamato anche Single arm DDT o Jumping armbreaker, questa variante del armbreaker coinvolge il lottatore attaccante che afferra il braccio sinistro o destro dell'avversario, tenendolo sul petto e poi cade all'indietro, facendo cadere l'avversario a faccia in giù e danneggiando il braccio e spalla dell'avversario. Il "bellissimo" Bobby Eaton lo chiamava il tribunale del divorzio.

### Argentine DDT
Il lottatore solleva l'avversario sulle spalle come in un rack backbreaker argentino e spinge le gambe dell'avversario mentre tiene ancora il blocco facciale anteriore, girandole davanti al lottatore. Il lottatore cade sul tappeto davanti per primo, spingendo l'avversario a faccia in giù sul tappeto.
La mossa è stata innovata da Kenta Kobashi.

### Diving DDT
Il lottatore si trova in una posizione elevata (di solito sulla corda superiore) e affronta l'avversario in piedi o piegato. Mentre si tuffa, il lottatore avvolge il braccio vicino alla testa dell'avversario in una presa frontale e si oscilla all'indietro a mezz'aria, atterrando all'indietro e contemporaneamente costringendo la testa dell'avversario contro il tappeto. È usato da Yoshinobu Kanemaru come The Deep Impact. Questa mossa è stata utilizzata anche dall'ex vincitore della WWE Tough Enough Maven come "Halo DDT".

### Cartwheel DDT
In questa variazione, il lottatore si trova sulla corda superiore con l'avversario in piedi di fronte al lottatore. Da qui, il lottatore esegue una ruota attraverso le corde. Quindi, con il braccio vicino, il lottatore afferra rapidamente l'avversario in una presa frontale e si tuffa dalle corde, spingendo la testa dell'avversario contro il tappeto. Questa mossa è usata da Jake Atlas, chiamandola sia Rainbow DDT che LGBDDT.

### Facebreaker DDT
Il lottatore applica un front facelock e poi cade all'indietro, proprio come un normale DDT, ma invece della testa dell'avversario che colpisce il tappeto, il lottatore cade in posizione inginocchiata o seduta spingendo la faccia dell'avversario sul ginocchio.

### Flip DDT
Conosciuto anche come front flip DDT. Dopo aver applicato un front facelock, il lottatore spinge via dal tappeto con le gambe per capovolgere l'avversario e spingerlo sulla sommità della testa in un modo simile al flip piledriver. È stato utilizzato da Will Ospreay come Essex Destroyer e Ace Austin come The Fold.

### Flip-Over DDT
Conosciuto anche come Samurai Driver, questo DDT vede un lottatore mettere la testa tra le cosce di un avversario prima di saltare mentre si allontana dalle cosce dell'avversario per sollevarsi e sedersi sulle spalle dell'avversario. Il lottatore quindi allarga le gambe, lasciando cadere le spalle dell'avversario mentre afferra la testa dell'avversario in una presa frontale per cadere prima sul tappeto, spingendo la testa dell'avversario sul tappeto. Questa mossa vede il lottatore attaccante essere sollevato in una posizione di powerbomb così spesso questa mossa viene usata come contrasto a una powerbomb.

### Float-Over DDT
Questo DDT vede il lottatore stare di fronte all'avversario di fronte a lui, abbassarsi, agganciare una delle sue braccia sopra la spalla dell'avversario (se è la spalla sinistra dell'avversario che l'attaccante sceglie di afferrare, lui o lei aggancia con il suo o alla sua destra, o opposta se i lati sono invertiti), oscillare sotto l'ascella dell'avversario, poi intorno e sopra la schiena dell'avversario in modo che sia rivolto allo stesso modo dell'avversario, bloccare la testa dell'avversario sotto l'ascella dell'altra mano, gira di altri 180 ° per finire con l'avere l'avversario bloccato in un front facelock e ricadere per spingere l'avversario con la testa al tappeto, come per un normale DDT. La manovra viene solitamente eseguita dopo che l'attaccante ha schivato un pugno o una corda da bucato.

### Headscissors DDT
Molto diverso da un DDT classico o tradizionale, in quanto il lottatore non usa mai la mano in questa variante. Il lottatore afferra l'avversario con una forbice in piedi e poi cade all'indietro, sbattendo l'avversario sul tappeto a faccia in giù.
Spesso indicato anche come Hurricanrana Driver.

### Double underhook DDT

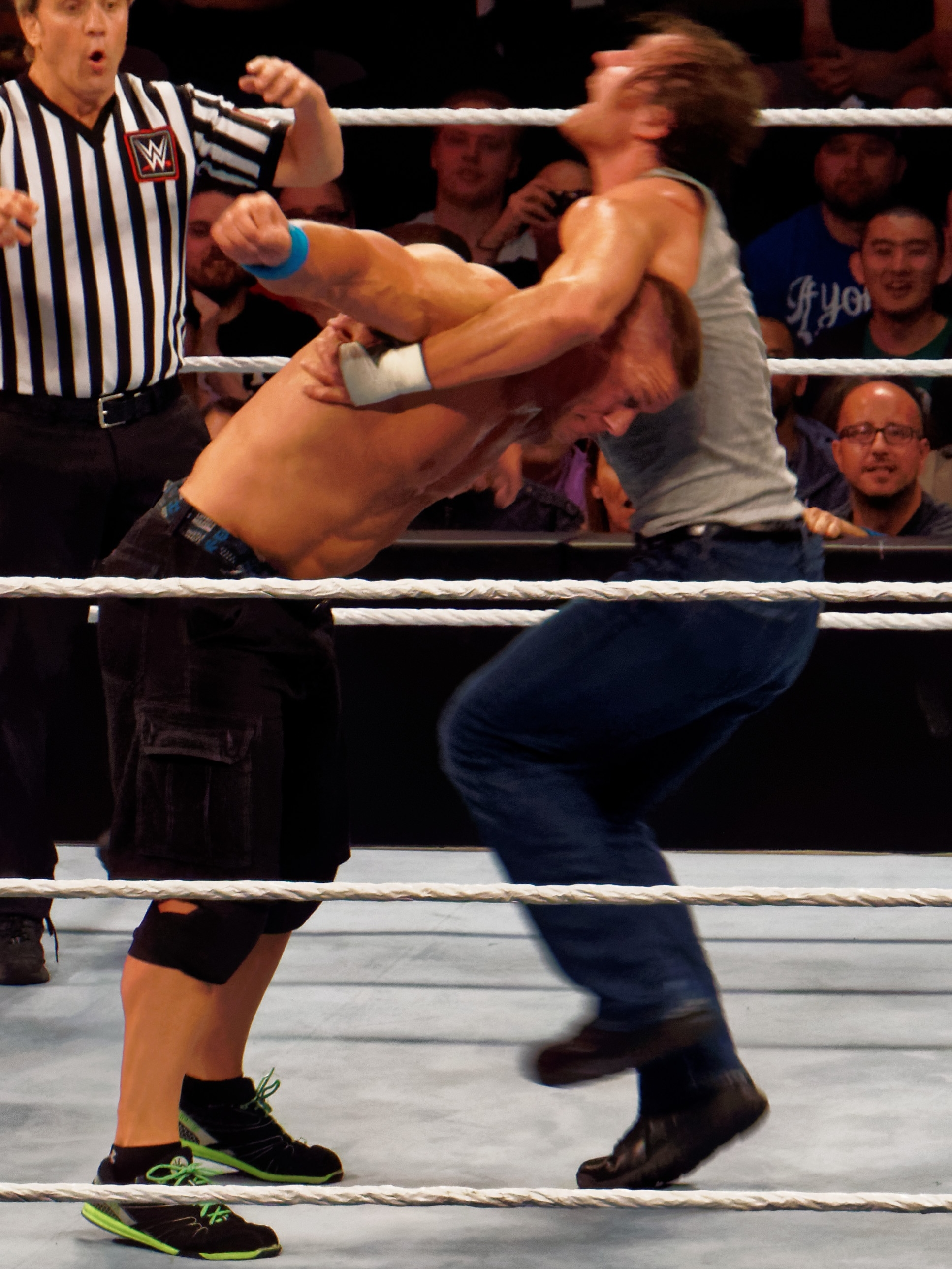
Dean Ambrose mentre applica la Dirty Deeds su John Cena

Conosciuta anche come Double-Arm DDT e Butterfly DDT, si esegue come una normale DDT, con la differenza della presa a doppio uncino da parte del lottatore che esegue la mossa sulle braccia dell'avversario.

### Elevated DDT

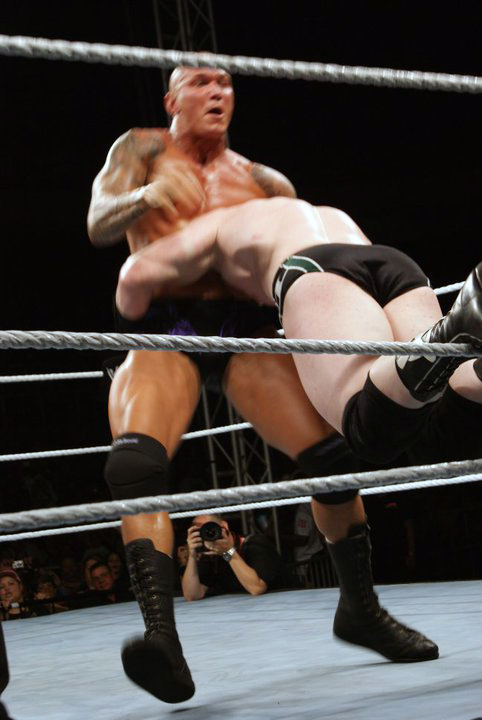

L'Elevated DDT è una normale DDT eseguita dalle corde, solitamente dalla seconda. La realizzazione è la seguente: si pone l'avversario a sedere sull'angolo e dopo si esegue la DDT classica, amplificando gli effetti sul capo dell'atleta.

### Flowing DDT
Variante della Snap DDT, in cui prima di eseguire la mossa si calcia lo stomaco dell'avversario per indebolirlo.

### Hammer lock DDT
L'avversario viene tenuto frontalmente, con il braccio sinistro bloccato in Hammer Lock. Generalmente la mossa include anche una gamba incrociata a quella dell'avversario per effettuarnee lo sgambetto e quindi accentuare la caduta.

### Impaler DDT

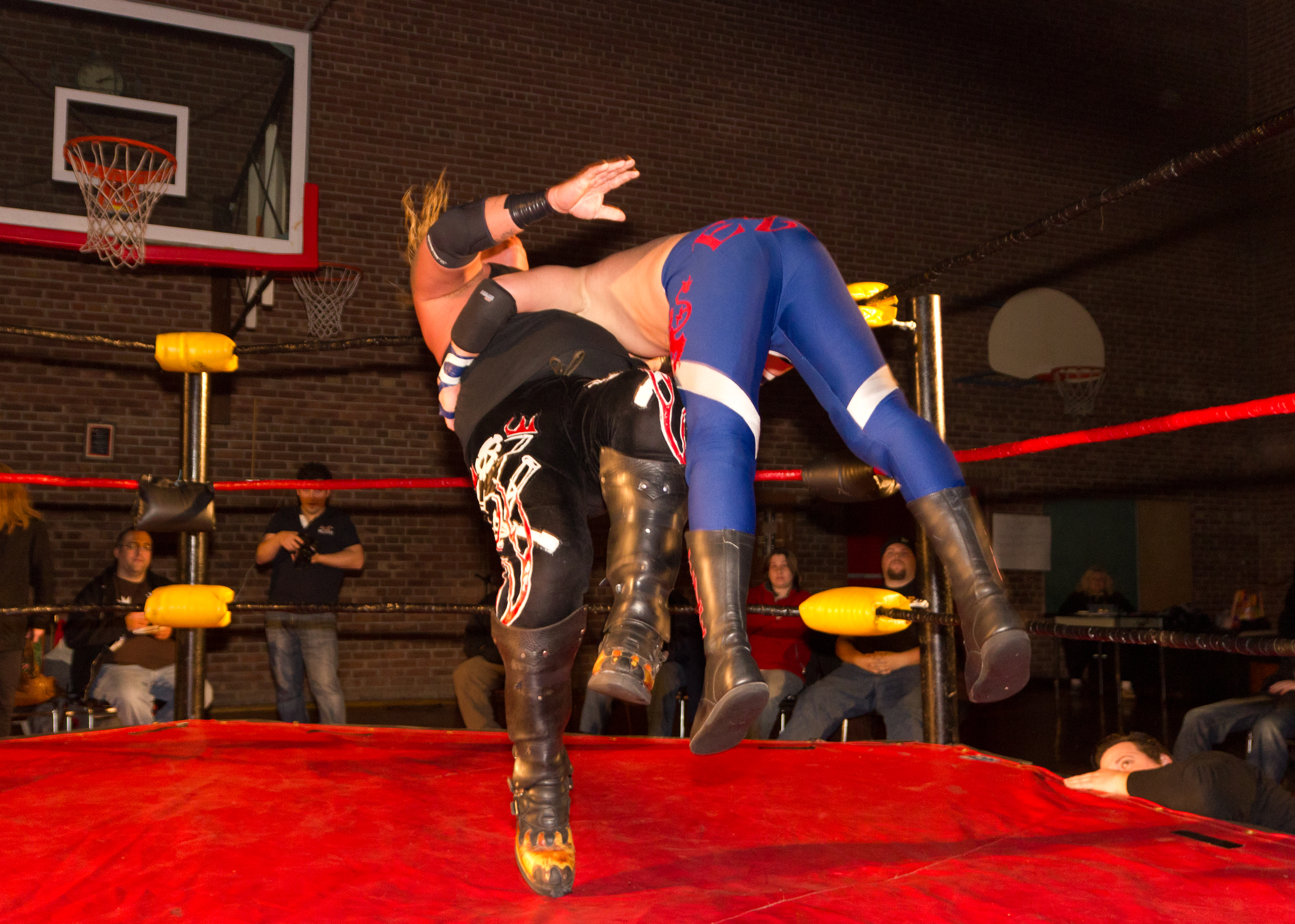

La Impaler DDT è molto simile a una DDT classica, dove però l'esecutore tiene sospeso l'avversario in orizzontale e con un balzo lo accompagna al tappeto.

### Kneeling DDT
Una DDT con l'avversario inginocchiato, a volte questa mossa è preceduta da un calcio in modo che l'avversario si metta in tale posizione.

### Lifting DDT
Come la Reverse DDT, la posizione di partenza è un Inverted Facelock, solo che prima di schiantare l'avversario per terra lo si solleva.

### Jumping DDT
Un DDT eseguito saltando sull'avversario ed eseguendolo, di solito questi cade con i piedi alzati all'impatto.

### Reverse DDT
Una DDT con la posizione di partenza dell'avversario al contrario, ovvero lui o lei, deve stare a pancia in su e lo si fa cadere con la nuca.

### Running DDT
DDT effettuata in corsa.

### Running tornado DDT
DDT effettuato in corsa, con la differenza che l'esecutore compie un giro di 360° gradi con, a volte, l'ausilio delle corde.

### Scoop lift DDT
L'esecutore carica l'avversario per una Scoop Slam, ma anziché schiacciarlo al suolo pone i suoi piedi a terra. A questo punto l'esecutore si ritrova in posizione di Reverse DDT ed esegue la mossa come sopra indicato.

### Hanging DDT
L'avversario viene tenuto appeso con i piedi alla seconda corda, l'esecutore afferra il collo dell'avversario col braccio e poi si lascia cadere a terra, portando con sé anche l'avversario che sbatte violentemente la testa a terra. Mossa usata da Randy Orton col nome di Silver Spoon DDT.

### Snap DDT
La classica DDT eseguita in modo rapido (dall'onomatopea snap che indica lo schioccare delle dita).

### Fireman'S Carry DDT
Descritto anche come DDT dell'impianto di trasporto di un vigile del fuoco, questa mossa vede il lottatore attaccante prima mettere un avversario nella posizione di trasporto del vigile del fuoco (sulle spalle del lottatore), quindi lanciare le gambe dell'avversario davanti a sé per farle girare mentre il lottatore attaccante cambia la posizione del braccio che tiene la testa dell'avversario in una presa frontale e cade all'indietro per spingere la parte superiore della testa dell'avversario sul tappeto.

### Fisherman DDT
Dopo aver applicato un front facelock, il lottatore aggancia la gamba vicina dell'avversario con l'altro braccio, lo solleva leggermente e cade all'indietro sulla schiena, spingendo la testa dell'avversario sul tappeto.

### Moonwalk DDT
Con l'avversario posizionato in una presa frontale, il lottatore attaccante esegue una manovra Moonwalk attraverso il ring e poi procede con un classico DDT slam.

### Moonsault DDT
Il lottatore si trova in una posizione elevata (di solito sulla seconda o superiore corda) e affronta l'avversario in piedi. Mentre si girano, il lottatore avvolge il braccio vicino alla testa dell'avversario in una presa frontale e si oscilla all'indietro a mezz'aria, atterrando all'indietro e contemporaneamente costringendo la testa dell'avversario contro il tappeto. Una variazione invertita è stata resa popolare da AJ Styles come il fenomeno.

### Tornado DDT
Il Tornado DDT è anche noto con il nome di Swinging/Spinning DDT. Per eseguire un tornado DDT, l'esecutore afferra il collo dell'avversario avvinghiandola sotto il braccio come nel normale DDT, ma durante l'esecuzione della mossa ruota intorno all'avversario guadagnando così velocità e potenza nell'impatto. Molte sono le varianti di questa mossa che viene spesso eseguita dalla terza corda o un durante un salto.

#### Standing Tornado DDT
In questa versione il combattente carica un avversario in piedi, salta e applica la presa frontale in aria prima di oscillare e cadere all'indietro facendo colpire l'avversario con la faccia o la testa prima nella tela. Questo è talvolta noto come DDT oscillante che salta ed è usato regolarmente dai combattenti che usano un DDT tornado standard. Mickie James ha reso popolare questa mossa con il nome di Mickie-DT.

### Upper rolling DDT
Da una posizione di Electric chair, ovvero con un lottatore seduto sopra le spalle del rivale, quello sopra le spalle compie un giro di 180 gradi portando la testa del nemico sotto il proprio braccio e schiacciandolo al tappeto.

### Legsweep DDT
Conosciuto anche come DDT russo per le gambe. In queste versioni di un DDT il lottatore applica un front facelock e quindi esegue un tipo di legweep per togliere essenzialmente le gambe da sotto l'avversario prima di cadere all'indietro per spingere l'avversario a faccia in giù sul tappeto.

### Over The Shoulder DDT
Il lottatore attaccante mette l'avversario sopra la spalla come in un set di powerslam, ma invece lo lancia via e intorno al corpo afferrandogli la testa ed eseguendo un DDT modificato o un facebuster modificato. Karrion Kross utilizza una versione con manico a pompa chiamata Final Prayer.

### Scissored DDT
Questa mossa vede il lottatore applicare il front facelock e poi mettere una delle gambe su una delle braccia dell'avversario prima di cadere all'indietro e spingere l'avversario di testa sul tappeto. MsChif lo usa come sua mossa finale e lo rende popolare.

### Shooting Star DDT
L'avversario sta affrontando il lottatore sul tenditore. Il lottatore quindi esegue un salto mortale all'indietro verso l'avversario catturandolo in un DDT durante la discesa.

### Spike DDT

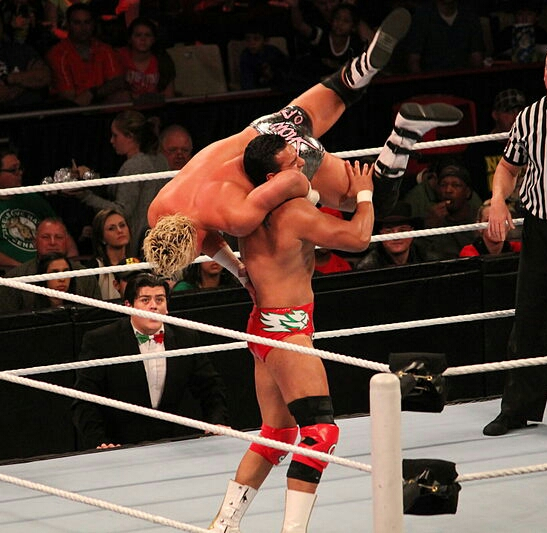

Il lottatore si trova sul grembiule del ring ed esegue una fionda, e mentre si tira sopra la corda superiore, afferra l'avversario in una presa frontale e cade all'indietro, spingendo la testa dell'avversario contro il tappeto. Johnny Gargano lo usa come One Final Beat ma il suo nome precedente era Thunderstruck.

### Springboard DDT
Il lottatore rimbalza sulla corda centrale o si eleva sulla corda superiore, eseguendo un trampolino e poi colpisce qualsiasi variazione del DDT sull'avversario. Il lottatore gira anche se sta facendo il trampolino di lancio DDT rimbalzando sulla corda centrale. Uno dei suoi utenti era Sabu, che ha usato un tornado DDT eseguendo un trampolino dalla corda centrale come suo finisher.

### Suplex DDT
In questa variante, un avversario solleva il proprio avversario come se stesse per eseguire un suplex verticale, ma poi lascia cadere prima il viso dell'avversario sul tappeto. Sylvain Grenier usa questa mossa come mossa finale, soprannominata 3 Seconds of Fame.

### Swinging DDT
Questa mossa vede un lottatore afferrare il suo avversario intorno al collo e inclinarlo all'indietro. Il lottatore quindi applica un blocco facciale frontale e fa oscillare l'avversario, sbattendolo di testa contro il tappeto. Attualmente utilizzato da SANADA come Deadfall.

### Tilt-A-Whirl DDT
Conosciuto anche come Satellite DDT, questa variazione vede il lottatore in carica che viene fatto girare in un vortice e termina il passaggio in un DDT. È anche possibile una variazione invertita.

### Inverted DDT

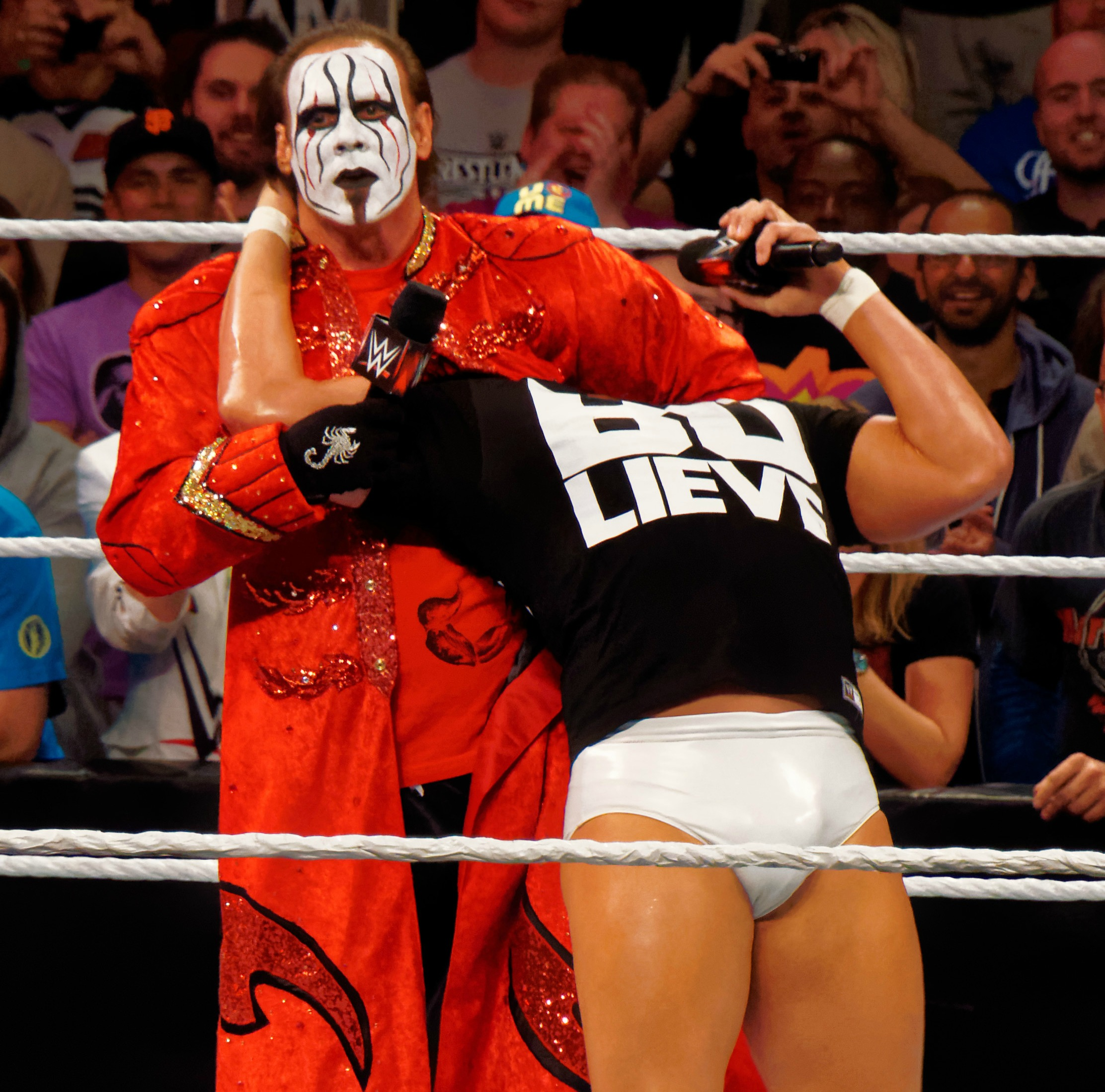

Comunemente noto come il DDT inverso. Un lottatore applica un blocco facciale invertito all'avversario, quindi cade all'indietro, spingendo la parte posteriore della testa dell'avversario contro il tappeto. La mossa è stata resa popolare da Sting alla fine degli anni '90 dopo che l'ha adottata come sua nuova mossa finale e l'ha chiamata Scorpion Death Drop.

#### Falling Inverted DDT
Un lottatore applica un facelock invertito. Quindi l'attaccante lancia i piedi all'indietro, cadendo sul proprio stomaco. Il lottatore in difesa ha la parte posteriore della testa conficcata nel tappeto. Reso popolare da Christian Cage.

#### Half-Nelson Inverted DDT
Il lottatore attaccante applica un blocco facciale invertito e mette il braccio sotto il braccio dell'avversario, completando il mezzo nelson, e cade con la testa dell'avversario conficcata nel tappeto.

#### Lifting Inverted DDT
Il lottatore applica un blocco facciale invertito sull'avversario con un braccio e lo solleva con l'altro. Il lottatore quindi cade all'indietro sulla schiena, leggermente di lato, spingendo l'avversario sulla parte superiore della schiena del tappeto e prima di testa. Questa mossa a volte viene erroneamente definita DDT invertito o DDT inverso. Un'altra variazione utilizzata può essere eseguita in cui il lottatore cade sullo stomaco invece che sulla schiena, che è noto come DDT invertito con caduta in sollevamento. Dustin Rhodes usa questa mossa come Curtain Call mentre D-Von Dudley la usa come Saving Grace. Il wrestler britannico Eddie Dennis di NXT UK usa questo come una versione modificata della mossa chiamandolo "Neck stop Driver".

#### Shiranui

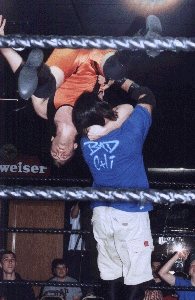

Conosciuto anche come trampolino di lancio backflip tre quarti facelock invertito DDT. Un lottatore mette l'avversario in un ¾ facelock, quindi corre sui tenditori d'angolo o sulle corde ad anello e salta all'indietro eseguendo un salto mortale all'indietro e atterrando a faccia in giù spingendo l'avversario sul tappeto all'indietro per primo. A volte una variante in piedi viene eseguita da lottatori con un'adeguata capacità di salto o quando assistiti da un partner di tag team. La mossa è popolarmente conosciuta, soprattutto in Nord America, come Sliced Bread No. 2, un nome creato dal wrestler Brian Kendrick. In una leggera variazione chiamata sitout shiranuiil lottatore atterra invece in posizione seduta, spingendo la testa dell'avversario tra le gambe. Seth Rollins ha utilizzato lo Sliced Bread No. 2 all'inizio di NXT nella stagione 2011/2012.

#### Standing Shiranui

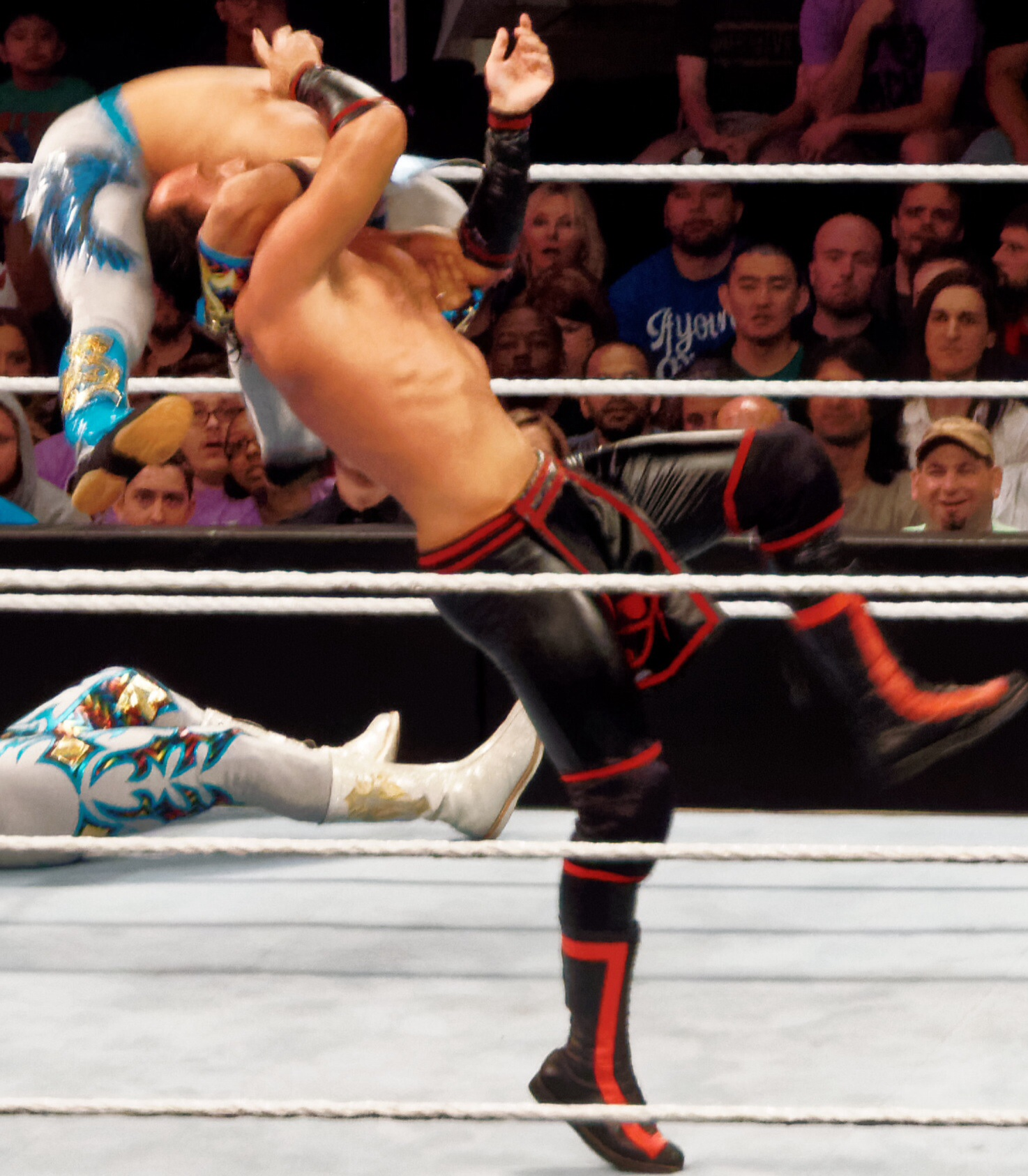

Conosciuto anche come DDT invertito con blocco facciale a tre quarti all'indietro. In questa mossa un lottatore applica un blocco facciale di tre quarti sull'avversario ed esegue un salto mortale all'indietro sull'avversario mantenendo il blocco facciale trasformandolo in un blocco facciale invertito e poi atterrando a faccia in giù sul tappeto, sulla propria schiena di lato, sulle ginocchia, o in posizione seduta, per spingere la testa dell'avversario all'indietro verso il tappeto. Questa mossa ha diversi nomi, di solito a seconda della persona che la esegue. Il nome ufficiale della mossa era Asai DDT poiché è stato innovato da Último Dragón. Viene utilizzata anche una variazione sitout, resa popolare da Kalisto come Salida del Sol.
Il wrestler NJPW Tetsuya Naito usa una versione modificata di questa mossa chiamata Destino che lo vede afferrare e agganciare l'unico braccio destro di un avversario con il braccio destro da dietro mentre si allunga sotto il braccio destro teso per afferrare la testa dell'avversario con il braccio sinistro mentre corre alcuni brevi passi in avanti per saltare eseguendo mentre un salto mortale all'indietro mantiene la presa sull'avversario eseguendo così la manovra.

#### Snap Inverted DDT
Un lottatore applica un blocco facciale invertito all'avversario, fa oscillare le gambe per lo slancio e poi cade all'indietro, spingendo la parte posteriore della testa dell'avversario contro il tappeto. Questa mossa è usata da Lance Archer, nominando la mossa Dark Days e Final Days.

#### Swinging Inverted DDT
Questa variazione vede un lottatore bloccarsi in una presa frontale e, mentre cade all'indietro, torcere l'avversario facendolo atterrare sulla parte posteriore della testa, come in un DDT capovolto in piedi. La stessa tecnica può essere utilizzata per terminare con un DDT rovesciato in caduta. Una leggera variazione di questo vede il lottatore allungarsi sotto l'avversario mentre imposta la mossa per afferrare il braccio più lontano. Da lì, il lottatore tira il braccio sopra, facendo girare l'avversario fino a quando non si trova in un blocco facciale invertito prima di cadere all'indietro per un DDT invertito standard. Questa mossa è stata la mossa finale originale di The Miz quando ha fatto il suo debutto in WWE, soprannominandolo Mizard of Oz.

#### Tilt-A-Whirl Inverted DDT
Simile al normale DDT inclinabile. Questo DDT vede il lottatore in carica essere ribaltato dall'avversario, dopo che la manovra è terminata, il lottatore tiene l'avversario in un blocco facciale invertito e poi cade all'indietro mentre è sollevato dal tappeto in un DDT invertito.

#### Tornado Inverted DDT
Il lottatore attaccante applica un facelock invertito da una posizione elevata (ad esempio, seduto sul tenditore superiore contro un avversario in piedi sul tappeto o dall'apron contro un avversario in piedi a terra). Quindi saltano giù in modo da oscillare attorno all'avversario. Sfruttando lo slancio del salto, cadono in avanti e sbattono la parte posteriore della testa dell'avversario contro il tappeto. È anche possibile una versione del tornado inverso con salto in piedi.